# Manuel Martín Piñera
Manuel Martín Piñera (Cabezón de la Sal, 3 de juny de 1931) va ser un ciclista espanyol que fou professional entre 1955 i 1969. Els seus principals èxits els aconseguí a la Volta a Espanya, en què guanyà 5 etapes.

## Palmarès
- 1958
  - 1r a la Volta a La Rioja i vencedor d'una etapa
- 1960
  - 1r al Circuito Montañés
- 1963
  - 1r al Circuit de Getxo
- 1964
  - 1r al Gran Premi Ajuntament de Bilbao
  - 1r a Villabona
- 1965
  - 1r a Ourense
  - Vencedor de 2 etapes de la Volta a Espanya
  - 1r del Gran Premi Drink (etapa de la Setmana Catalana)
- 1966
  - 1r al Trofeu Masferrer (etapa de la Setmana Catalana)
- 1968
  - Vencedor de 2 etapes de la Volta a Espanya
- 1969
  - Vencedor d'una etapa de la Volta a Espanya

### Resultats a la Volta a Espanya
- 1959. 35è de la classificació general
- 1961. 45è de la classificació general
- 1962. 47è de la classificació general
- 1963. 30è de la classificació general
- 1965. 21è de la classificació general. Vencedor de 2 etapes
- 1966. 49è de la classificació general
- 1968. 40è de la classificació general. Vencedor de 2 etapes
- 1969. 67è de la classificació general. Vencedor d'una etapa

### Resultats al Tour de França
- 1963. Abandona (3a etapa)
- 1964. 52è de la classificació general

### Resultats al Giro d'Itàlia
- 1967. 50è de la classificació general